# Blanche-Neige et la Folie de la vérité
Blanche-Neige et la Folie de la vérité (suédois : Snövit och sanningens vansinne) est une œuvre d'art du musicien et compositeur suédois d'origine israélienne Dror Feiler et de sa femme Gunilla Sköld-Feiler. L'œuvre, composée d'une installation accompagnée d'un fond musical, a été exposée au début de l'année 2004 dans le cadre de l'exposition Making Differences, organisée au musée historique de Stockholm, en Suède.
L'installation représente une piscine remplie d'un liquide rouge semblable à du sang, sur lequel flotte un petit bateau baptisé Snövit (Blanche-Neige en suédois); le bateau embarque le portrait de la palestinienne Hanadi Jaradat, auteur en 2003 de l'attentat-suicide du restaurant Maxim à Haïfa, en Israël. Le fond sonore est composé d'extraits de la cantate Mein Herze schwimmt im Blut de Jean-Sébastien Bach.
L'œuvre a eu une renommée internationale lorsqu'elle a été saccagée par l'ambassadeur d'Israël à Stockholm Zvi Mazel, créant un incident diplomatique entre la Suède et Israël.